# Алиев, Усман Гатауллович
Усман Гатауллович Алиев (1924—1986) — советский работник сельского хозяйства, механизатор, Герой Социалистического Труда.

## Биография
Родился 18 августа 1924 года в селе Большая Цильна Дрожжановского района. Окончив семилетку, стал работать в колхозе, но с началом Великой Отечественной войны был призван в Красную армию.
После обучения на курсах шоферов Алиев воевал на разных фронтах. Демобилизовавшись в апреле 1947 года, с боевыми наградами вернулся на родину и уже в мае стал работать в Старо-Шаймурзинской МТС. В 1959 году Усман Алиев стал комбайнером, а с 1963 года — бригадиром тракторной бригады колхоза «Ирек» Дрожжановского района. В сложное засушливое лето 1972 года урожай хлеба был собран в срок и без потерь. Бригада Усмана Гатаулловича перевыполнила взятые на себя обязательства, а её бригадир был в 1973 году удостоен звания Героя Социалистического Труда.
Умер 25 января 1986 года.

## Награды
- В 1973 году У. Г. Алиеву было присвоено звание Героя Социалистического Труда с вручением ордена Ленина.
- Также награждён орденом Ленина (1966) и медалями, среди которых «За доблестный труд. В ознаменование 100-летия со дня рождения В. И. Ленина».